# Verso l'ora zero
Verso l'ora zero è un romanzo giallo scritto da Agatha Christie, pubblicato nel 1944, stampato dalla Arnoldo Mondadori Editore nella collana Il giallo Mondadori con il numero 187.

## Trama
Lady Camilla Tressilian, come ogni estate, invita presso di sé vari parenti e amici. Ma si crea una strana situazione quando Neville dice a Lady Camilla che quest'estate saranno insieme da lei sia lui con la nuova moglie Kay, sia Audrey, la prima moglie di Neville. Dal momento del loro arrivo presso la casa la tensione diverrà sempre più palpabile, fino a quando una mattina si scoprirà il cadavere di Lady Tressilian. Chi l'avrà uccisa? Tutto sembra puntare contro Nevile, ma sarà il sovrintendente Battle a risolvere un intricato e arzigogolato caso.

## Personaggi
- Lady Camilla Tressilian, proprietaria di Gull's Point
- Nevile Strange, pupillo ed erede di Lady Tressilian
- Audrey Strange, prima moglie di Nevile
- Kay Strange, seconda moglie di Nevile
- Mary Aldin, cugina e dama di compagnia di Lady Tressilian
- Thomas Royde, amico di casa Tressilian
- Edward (Ted) Latimer, amico di Kay
- Angus McWhirter, un uomo disperato
- Battle, sovrintendente di Scotland Yard
- Jim Leach, ispettore di polizia

## Altri media

### Cinema
Il film Intrigo perverso (Innocent Lies) del 1995 diretto da Patrick Dewolf è tratto dal romanzo Verso l'ora zero.

### Televisione
Nel 1980 la Rai ha realizzato un film per la televisione Verso l'ora zero  interpretato da Giuseppe Pambieri e Alida Valli.
Nel 2007 il romanzo è stato adattato come parte della terza stagione della serie Miss Marple, prodotta da ITV. Nel 2019 un nuovo adattamento è stato realizzato nel venticinquesimo episodio della seconda stagione della serie televisiva francese Little Murders by Agatha Christie. Nel 2024 BBC e Britbox International hanno incaricato a Mammoth Screen e Agatha Christie Limited di riadattare il romanzo in una miniserie televisiva, scritta da Rachel Bennette e diretta da Sam Yates con protagonisti Anjelica Huston e Oliver Jackson-Cohen.

### Teatro
Nel 1956 la Christie ha riadattato il suo romanzo per le scene e il dramma, sempre intitolato Verso l'ora zero, debuttò al St James Theatre del West End londinese nel settembre dello stesso anno. La Christie aveva precedentemente scritto un'opera teatrale con lo stesso titolo nel 1945, ma la pièce non andò mai in scena e il manoscritto fu rinvenuto solo nel 2015 da Julius Green.

## Edizioni
- Agatha Christie, Verso l'ora zero, traduzione di Lia Volpatti, collana Il Giallo Mondadori, Mondadori, 2002,  p. 173, ISBN 88-04-39814-0.